# Győrújfalu, Győr-Moson-Sopron
Győrújfalu  este un sat în districtul Győr, județul Győr-Moson-Sopron, Ungaria, având o populație de 1.481 de locuitori (2011). 

## Demografie
Componența etnică a satului Győrújfalu
     Maghiari (94,71%)
     Germani (3,77%)
     Necunoscut (0,94%)
     Alții (0,58%)
Componența confesională a satului Győrújfalu
     Romano-catolici (46,12%)
     Fără religie (10,2%)
     Luterani (10,06%)
     Reformați (3,78%)
     Necunoscută (29,03%)
     Atei (0,81%)
     Alte religii (2,77%)
Conform recensământului din 2011, satul Győrújfalu avea 1.481 de locuitori. Din punct de vedere etnic, majoritatea locuitorilor (94,71%) erau maghiari, cu o minoritate de germani (3,77%). Apartenența etnică nu este cunoscută în cazul a 0,94% din locuitori. Nu există o religie majoritară, locuitorii fiind romano-catolici (46,12%), persoane fără religie (10,2%), luterani (10,06%) și reformați (3,78%). Pentru 29,03% din locuitori nu este cunoscută apartenența confesională.